# Patricia Bermúdez (luchadora)
Patricia Alejandra Bermúdez (Santiago del Estero, 5 de febrero de 1987) es una luchadora de estilo libre y gendarme argentina.
Empezó en el deporte siendo judoca, pero luego se dedicó a la lucha. Obtuvo dos medallas en los Juegos ODESUR de 2010 y 2014. Cuenta con medallas del Campeonato Panamericano de Lucha, de plata en la edición de 2011, de oro en la de 2012 y bronce en las ediciones de 2013, 2017 y 2019.
Fue la primera luchadora argentina en ganar una medalla en Juegos Panamericanos para su deporte, con el bronce obtenido en la edición de 2011. En Toronto 2015 no participó por una lesión, y volverá a los Juegos en la edición de 2019.
Compitió en el torneo de lucha de los Juegos Olímpicos de Londres 2012 en estilo libre de 48 kg y fue eliminada en la fase de clasificación por la polaca Iwona Matkowska. Por el mismo estilo y torneo en los Juegos Olímpicos de Río de Janeiro 2016 quedó en cuarto lugar tras perder ante la búlgara Elitsa Yankova.
En 2020 recibió el Diploma al Mérito de los Premios Konex por su trayectoria deportiva en la última década en la Argentina.